# Georgia Taylor-Brown
Georgia Taylor-Brown (født 15. marts 1994) er en britisk triatlet.

## Karriere
Hun repræsenterede Storbritannien ved sommer-OL 2020 i Tokyo, hvor hun vandt sølv i individuel konkurrence og guld i mixed stafet.
Taylor-Brown sluttede på sjettepladsen i kvindernes triatlon ved sommer-OL 2024 i Paris, og vandt en bronzemedalje for Storbritannien i mixed stafet sammen med Alex Yee, Sam Dickinson og Beth Potter.